# Album al numero uno nella Billboard 200 nel 2021
Di seguito è proposta la lista degli album al numero uno nella Billboard 200 nel 2021.
La Billboard 200 è una classifica musicale che considera gli album e gli EP più di successo negli Stati Uniti. I dati vengono raccolti dalla compagnia Nielsen SoundScan e, in seguito, la classifica finale viene pubblicata settimanalmente dalla rivista Billboard. La classifica si basa sulle unità equivalenti ad album, che includono le vendite fisiche, le vendite digitali e lo streaming sulle piattaforme online. Ogni unità equivale a un album venduto, oppure a 10 vendite di tracce provenienti da un album, così come 3.750 on-demand sponsorizzati o 1.250 streaming pagati di tracce o video di canzoni di un album.
30, il quarto album in studio della cantante britannica Adele, è stato l'album più venduto del 2021, con 1.464 milioni di copie. Inoltre, è stato anche l'album con le maggiori vendite nella settimana di apertura, con 839.000 unità equivalenti ad album.
Dangerous: The Double Album, il secondo album in studio del cantante country americano Morgan Wallen, è stato l'album con le migliori prestazioni del 2021, rimanendo in vetta alla classifica per 10 settimane consecutive. Inoltre, è diventato il primo album country, dai tempi di The Chase di Garth Brooks (1992), a rimanere in vetta alla classifica per più di sei settimane, ed il primo album dai tempi di Whitney di Whitney Houston (1987) a spendere le sue prime dieci settimane in cima alla Billboard 200.
La cantante statunitense Taylor Swift ha ottenuto tre album alla numero uno nel 2021, il numero più alto mai ottenuto da un artista in un anno solare. Il suo nono album in studio Evermore e le ri-registrazioni di Fearless (Taylor's Version) e Red (Taylor's Version), rimanendo in vetta per 7 settimane cumulative (6 nel 2021 e 1 nel 2020). Fearless (Taylor's Version) è diventata la prima ri-registrazione a raggiungere la numero uno nella Billboard 200.

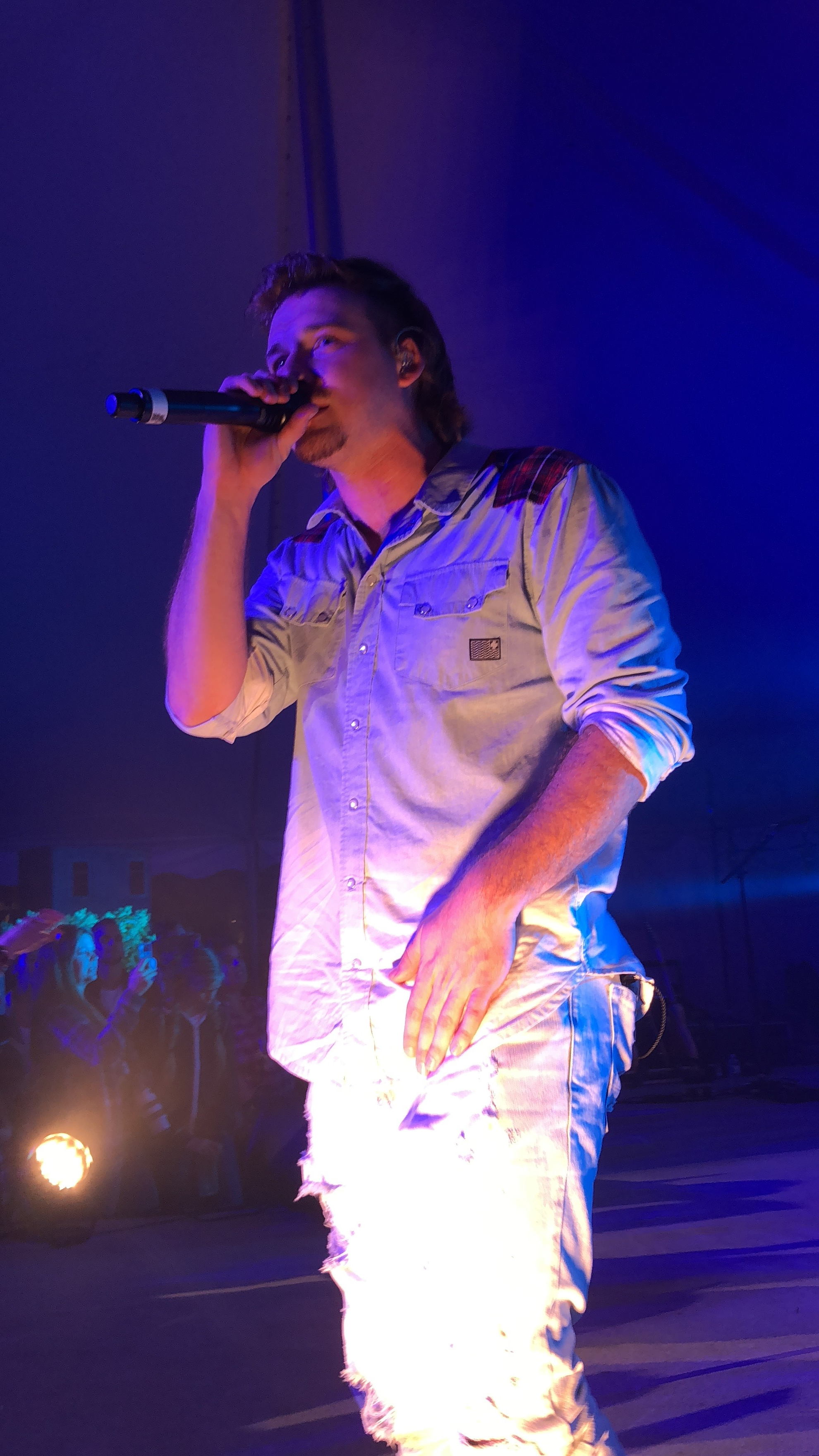
Dangerous: The Double Album, del cantante americano Morgan Wallen, è diventato il primo album dal 1987 a passare le sue prime 10 settimane in vetta alla Billboard 200.

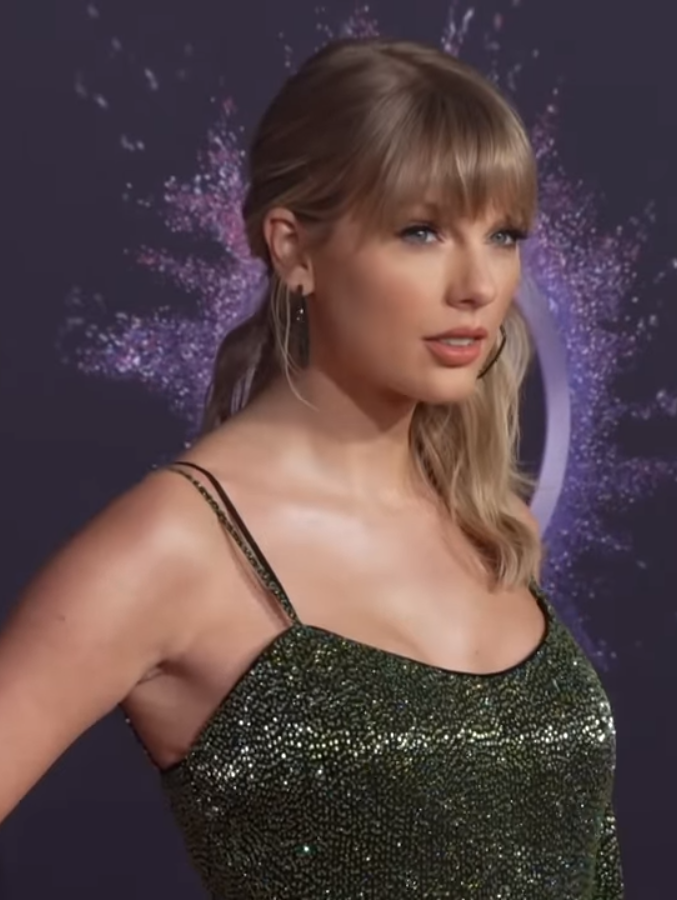
Taylor Swift ha ottenuto tre numero uno nel 2021: il suo nono album in studio Evermore e le ri-registrazioni Fearless (Taylor's Version) e Red (Taylor's Version).

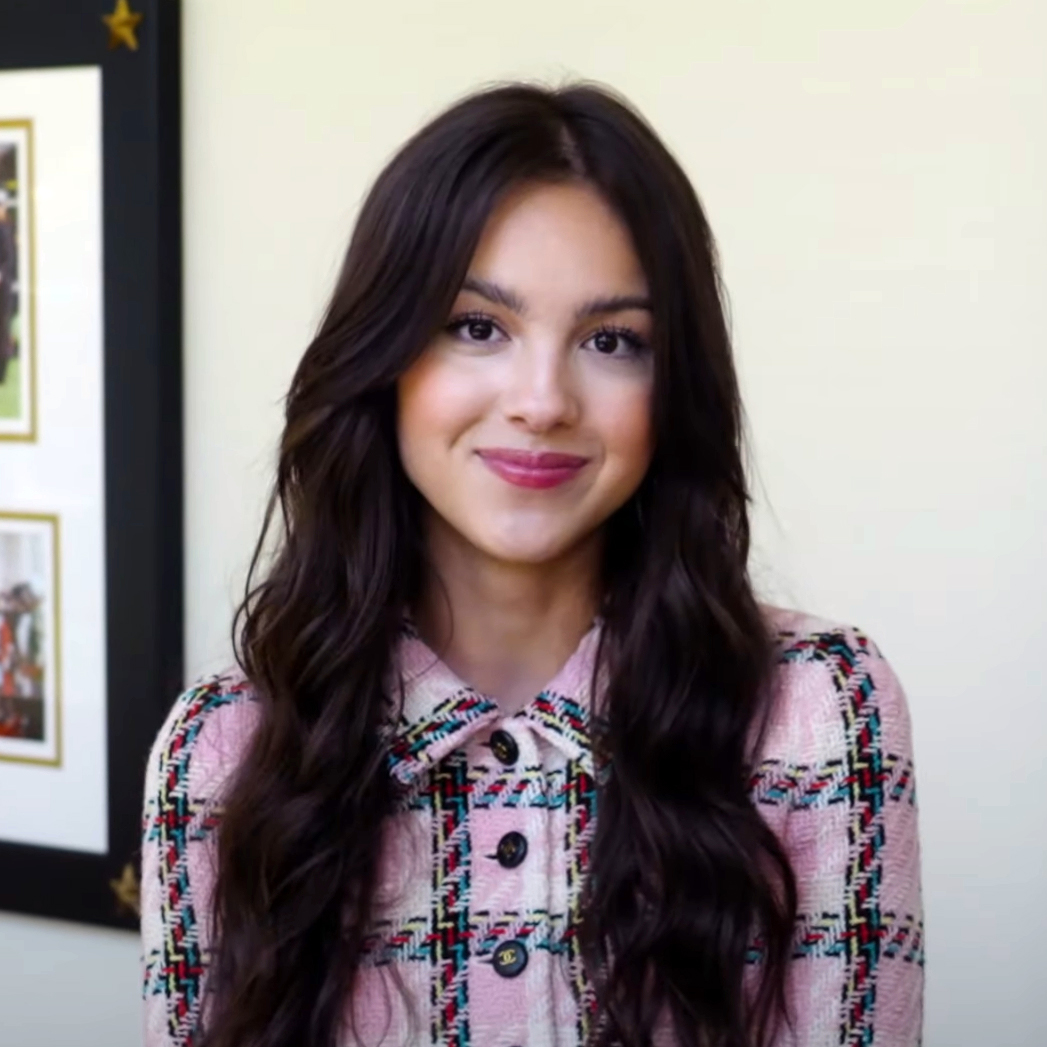
L'album di debutto di Olivia Rodrigo, Sour, è rimasta in vetta alla classifica per 5 settimane, diventando la numero uno più longeva per un'artista femminile nel 2021.

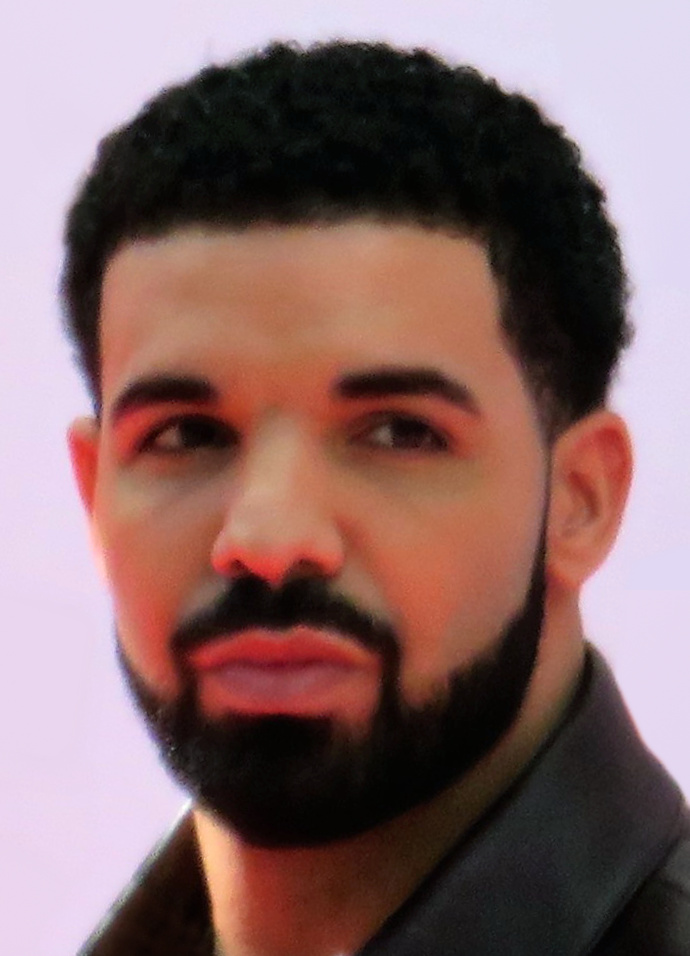
Il sesto album in studio del rapper canadese Drake, Certified Lover Boy, è stato in vetta per 5 settimane non consecutive.

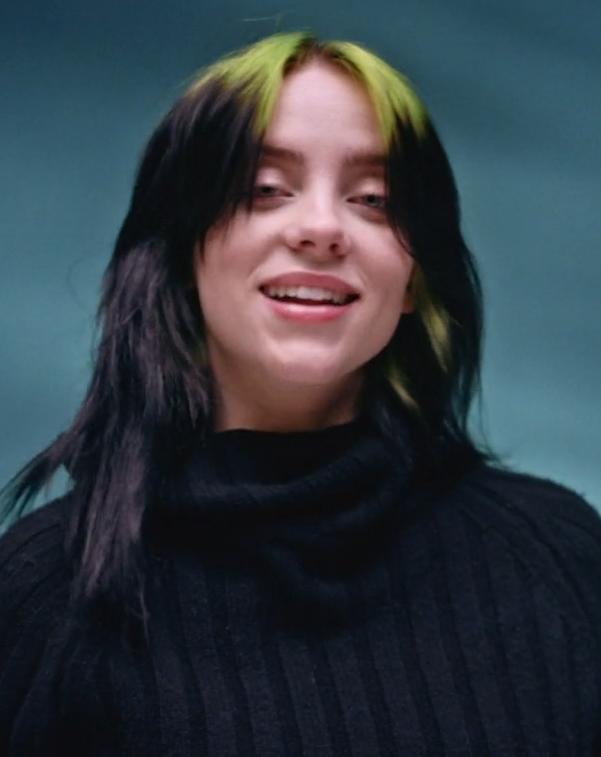
Happier than Ever, il secondo album in studio della cantante americana Billie Eilish, è rimasto tre settimane consecutive in vetta alla classifica.

## Billboard 200
| † | Indica l'album con le migliori prestazioni del 2021 |

| Data         | Album                         | Artista                    | Tot. sett. #1 | Unità vendute | Fonti  |
| ------------ | ----------------------------- | -------------------------- | ------------- | ------------- | ------ |
| 2 gennaio    | Evermore                      | Taylor Swift               | 4             | 169.000       | [ 7 ]  |
| 9 gennaio    | Whole Lotta Red               | Playboi Carti              | 1             | 100.000       | [ 8 ]  |
| 16 gennaio   | Evermore                      | Taylor Swift               | 4             | 56.000        | [ 9 ]  |
| 23 gennaio   | Dangerous: The Double Album † | Morgan Wallen              | 10            | 265.000       | [ 10 ] |
| 30 gennaio   | Dangerous: The Double Album † | Morgan Wallen              | 10            | 159.000       | [ 11 ] |
| 6 febbraio   | Dangerous: The Double Album † | Morgan Wallen              | 10            | 130.000       | [ 12 ] |
| 12 febbraio  | Dangerous: The Double Album † | Morgan Wallen              | 10            | 149.000       | [ 13 ] |
| 20 febbraio  | Dangerous: The Double Album † | Morgan Wallen              | 10            | 150.000       | [ 14 ] |
| 27 febbraio  | Dangerous: The Double Album † | Morgan Wallen              | 10            | 93.000        | [ 15 ] |
| 6 marzo      | Dangerous: The Double Album † | Morgan Wallen              | 10            | 89.000        | [ 16 ] |
| 13 marzo     | Dangerous: The Double Album † | Morgan Wallen              | 10            | 82.000        | [ 17 ] |
| 20 marzo     | Dangerous: The Double Album † | Morgan Wallen              | 10            | 78.000        | [ 18 ] |
| 27 marzo     | Dangerous: The Double Album † | Morgan Wallen              | 10            | 69.000        | [ 19 ] |
| 3 aprile     | Justice                       | Justin Bieber              | 2             | 154.000       | [ 20 ] |
| 10 aprile    | SoulFly                       | Rod Wave                   | 1             | 130.000       | [ 21 ] |
| 17 aprile    | Justice                       | Justin Bieber              | 2             | 75.000        | [ 22 ] |
| 24 aprile    | Fearless (Taylor's Version)   | Taylor Swift               | 2             | 291.000       | [ 23 ] |
| 1 maggio     | Slime Language 2              | Young Thug e altri artisti | 1             | 113.000       | [ 24 ] |
| 8 maggio     | A Gangsta's Pain              | Moneybagg Yo               | 2             | 110.000       | [ 25 ] |
| 15 maggio    | Khaled Khaled                 | DJ Khaled                  | 1             | 94.000        | [ 26 ] |
| 22 maggio    | A Gangsta's Pain              | Moneybagg Yo               | 2             | 61.000        | [ 27 ] |
| 29 maggio    | The Off-Season                | J. Cole                    | 1             | 282.000       | [ 28 ] |
| 5 giugno     | Sour                          | Olivia Rodrigo             | 5             | 295.000       | [ 29 ] |
| 12 giugno    | Evermore                      | Taylor Swift               | 4             | 202.000       | [ 30 ] |
| 19 giugno    | The Voice of the Heroes       | Lil Baby e Lil Durk        | 1             | 150.000       | [ 31 ] |
| 26 giugno    | Hall of Fame                  | Polo G                     | 1             | 143.000       | [ 32 ] |
| 3 luglio     | Sour                          | Oliva Rodrigo              | 5             | 105.000       | [ 33 ] |
| 10 luglio    | Call Me If You Get Lost       | Tyler, the Creator         | 1             | 169.000       | [ 34 ] |
| 17 luglio    | Sour                          | Olivia Rodrigo             | 5             | 88.000        | [ 35 ] |
| 24 luglio    | Sour                          | Olivia Rodrigo             | 5             | 83.000        | [ 36 ] |
| 31 luglio    | Faith                         | Pop Smoke                  | 1             | 88.000        | [ 37 ] |
| 7 agosto     | F*ck Love                     | The Kid Laroi              | 1             | 85.000        | [ 38 ] |
| 14 agosto    | Happier Than Ever             | Billie Eilish              | 3             | 238.000       | [ 39 ] |
| 21 agosto    | Happier Than Ever             | Billie Eilish              | 3             | 85.000        | [ 40 ] |
| 28 agosto    | Happier Than Ever             | Billie Eilish              | 3             | 60.000        | [ 41 ] |
| 4 settembre  | Sour                          | Olivia Rodrigo             | 5             | 133.000       | [ 42 ] |
| 11 settembre | Donda                         | Kanye West                 | 1             | 309.000       | [ 43 ] |
| 18 settembre | Certified Lover Boy           | Drake                      | 5             | 613.000       | [ 44 ] |
| 25 settembre | Certified Lover Boy           | Drake                      | 5             | 236.000       | [ 45 ] |
| 2 ottobre    | Certified Lover Boy           | Drake                      | 5             | 171.000       | [ 46 ] |
| 9 ottobre    | Sincerely, Kentrell           | YoungBoy Never Broke Again | 1             | 137.000       | [ 47 ] |
| 16 ottobre   | Fearless (Taylor's Version)   | Taylor Swift               | 2             | 152.000       | [ 48 ] |
| 23 ottobre   | Certified Lover Boy           | Drake                      | 5             | 94.000        | [ 49 ] |
| 30 ottobre   | Punk                          | Young Thug                 | 1             | 90.000        | [ 50 ] |
| 6 novembre   | Certified Lover Boy           | Drake                      | 5             | 74.000        | [ 51 ] |
| 13 novembre  | =                             | Ed Sheeran                 | 1             | 118.000       | [ 52 ] |
| 20 novembre  | Still Over It                 | Summer Walker              | 1             | 166.000       | [ 53 ] |
| 27 novembre  | Red (Taylor's Version)        | Taylor Swift               | 1             | 204.000       | [ 54 ] |
| 4 dicembre   | 30                            | Adele                      | 6             | 839.000       | [ 55 ] |
| 11 dicembre  | 30                            | Adele                      | 6             | 288.000       | [ 56 ] |
| 18 dicembre  | 30                            | Adele                      | 6             | 193.000       | [ 57 ] |
| 25 dicembre  | 30                            | Adele                      | 6             | 183.000       | [ 58 ] |

Note:
1. 1 2 3  Ha raggiunto il numero uno anche nel 2020
2. ↑  Ha raggiunto il numero uno anche nel 2022